# ساركوما الخلايا المتغصنة الشبكية
ساركوما الخلايا المتغصنة الشبكية (بالإنجليزية:Interdigitating dendritic cell sarcoma) هي نوع من أنواع كثرة المنسجات الخبيثة يؤثر على الخلايا المتغصنة.
من الممكن أن يظهر المرض في الطحال أو الاثني عشر.